# Josefine Nettesheim
Josefine Nettesheim (* 28. Juni 1895 in Köln; † 2. September 1988 in Havixbeck) war eine deutsche Literaturwissenschaftlerin, die sich insbesondere mit Annette von Droste-Hülshoff beschäftigt hat.

## Leben und Wirken
Nach dem Besuch des Lyzeums, des Oberlyzeums und des Lehrerinnenseminars studierte Josefine Nettesheim Germanistik, Anglistik und Biologie, zudem belegte sie Seminare in Philosophie und Theologie. Mit einer Arbeit über Samuel Taylor Coleridge wurde sie 1922 in Bonn bei Wilhelm Dibelius promoviert. Anschließend trat sie in den höheren Schuldienst ein und verfasste nebenher weiterhin kleinere Beiträge zur Literatur des frühen 19. Jahrhunderts. Nach 22 Jahren im Schuldienst 1944 wurde sie aus gesundheitlichen Gründen vorzeitig in den Ruhestand verabschiedet, anschließend zog sie von Köln nach Münster.
Durch die Vermittlung des Franziskanerpaters Cornelius Schröder wurde Nettesheim in Münster auf das Werk der Annette von Droste-Hülshoff aufmerksam, das ihren weiteren Lebensweg prägte. Sie veröffentlichte zahlreiche Werke zur Droste und ihren Zeitgenossen Christoph Bernhard Schlüter, Luise Hensel und Wilhelm Junkmann. Die zu ihrem 75. Geburtstag im Jahrbuch der Droste-Gesellschaft erschienene Bibliographie umfasste bereits etwa 60 Titel.
Nettesheim war von 1951 bis 1977 Vorstandsmitglied der Droste-Gesellschaft, anschließend Ehrenmitglied. Die Historische Kommission für Westfalen ernannte sie 1972 zum korrespondierenden Mitglied. In der Görres-Gesellschaft gehörte sie dem Beirat an. Die Stadt Münster verlieh ihr die Paulus-Plakette. Wegen ihrer besonderen Verdienste um die westfälische Forschung wurde ihr 1975 vom Wissenschaftsminister des Landes Nordrhein-Westfalen der Professorentitel (Ehrenprofessur) verliehen.
Josefine Nettesheim starb im Alter von 93 Jahren im Marienstift Droste zu Hülshoff in Havixbeck.

## Werke (Auswahl)
- Josefine Nettesheim: Die religiöse Umkehr von S.T. Coleridge. Versuch der Grundlegung zum Verständnis einer romantischen Wesensstruktur. [Diss. masch.], Bonn 1923.
- Christoph Bernhard Schlüter. Eine Gestalt des deutschen Biedermeier, dargestellt unter Benutzung neuer Quellen. Berlin 1960.
- Josefine Nettesheim: Die geistige Welt der Dichterin Annette Droste zu Hülshoff. Regensberg, Münster 1967.
- Josefine Nettesheim: Wilhelm Junkmann. Dichter, Lehrer, Politiker, Historiker. 1811-1886. Nach neuen Quellen bearb. Aschendorff, Münster 1969.
- Josefine Nettesheim: Poeta doctus oder die Poetisierung der Wissenschaft von Musäus bis Benn [gesammelte Aufsätze]. Duncker&Humblot, Berlin 1975, ISBN 3-428-03379-5.
- Josefine Nettesheim (Hrsg.): Christoph Bernhard Schlüter an Wilhelm Junkmann. Briefe aus dem deutschen Biedermeier, 1834-1883. Regensberg, Münster 1976.